# Geigersthal

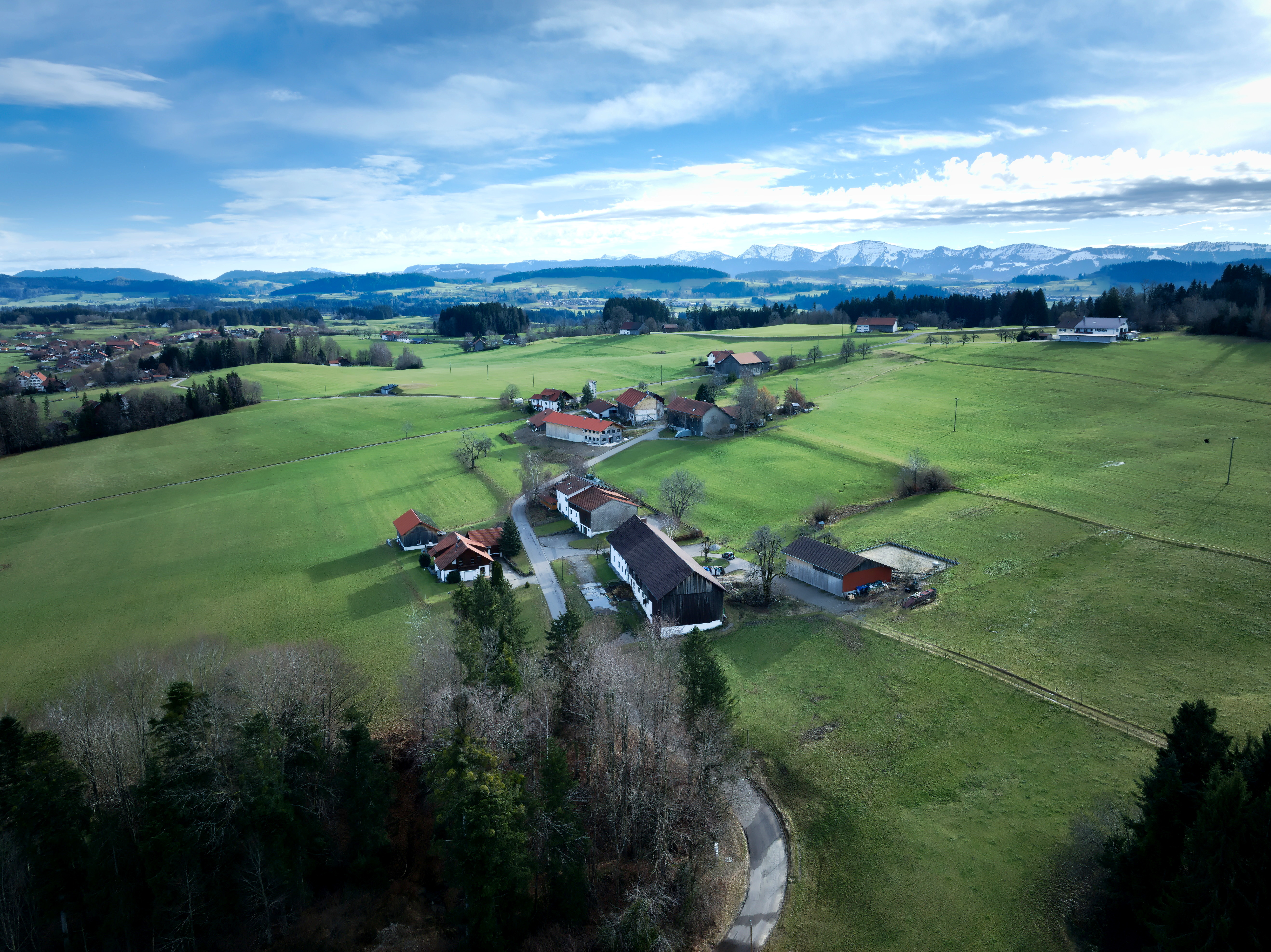
Geigersthal mit Blick nach Südost auf die Nagelflukette

Geigersthal (westallgäuerisch Gigersdål) ist ein Gemeindeteil der Marktgemeinde Heimenkirch im bayerisch-schwäbischen Landkreis Lindau (Bodensee).

## Geographie
Das Dorf liegt circa 1,5 Kilometer südöstlich des Hauptorts Heimenkirch und ist Teil der Region Westallgäu. Nördlich der Streusiedlung verläuft die Bahnstrecke Buchloe–Lindau.

## Geschichte
Geigersthal wurde erstmals im Jahr 1535 mit Hans Giger im Thal erwähnt. Der Name leitet sich demnach vom Familiennamen Giger bzw. Geiger ab. 1770 fand die Vereinödung in Geigersthal statt.

## Baudenkmäler
Siehe: Liste der Baudenkmäler in Geigersthal